# Гюбнер Йоганн
Йога́нн Гю́бнер (23 травня 1668, Кенігсберг, Пруссія — 17 серпня 1731, там же) — німецький учений і лексикограф. Він виріс у родині пасторів і отримав класичну освіту в Кенігсберзі. У 1687 році він відправився вчитися до Віттенберзького університету, де отримав ступінь магістра в 1691 році. Після цього він провів деякий час у подорожах і навчанні в Нідерландах та Англії.
Гюбнер був сином лютеранського священника й особливо цікавився освітою. У 1694 році його призначили шкільним учителем у Кенігсберзі, і він швидко здобув репутацію талановитого педагога-новатора. Його успіх призвів до призначення його ректором престижної міської гімназії Altstädtisches (Старої міської гімназії) у 1700 році, де він залишався до свого виходу на пенсію у 1726 році. Гюбнера вважали одним із провідних педагогів свого часу, а його підручники були широко поширені. Використовується в школах і університетах по всій Європі та Сполучених Штатах.
Протягом своєї кар'єри Гюбнер опублікував численні праці на різні теми, включаючи історію, географію, політикуі літературу. Його особливо цікавила історія та політика Священної Римської імперії. Його найвідоміша праця, «Gründlicher Bericht von der Kayserlichen Freyen und des Heil. Röm. Reichs Stadt Nürnberg» (Ретельний звіт про імперську вільну і Священну Римську імперію, місто Нюрнберг), є вичерпним описом міста Нюрнберга та його історії, політики і культури. Роботи Гюбнера були широко визнані своєю точністю та увагою до деталей, оскільки він був відомий своїми широкими дослідженнями та консультаціями з широкого кола джерел, включаючи офіційні документи, історичні звіти та особисті інтерв'ю.
Працюючи шкільним учителем, Гюбнер зацікавився лексикографією і почав складати низку словників та енциклопедій. У 1703 році він опублікував свою першу велику працю, «Універсальний лексикон», вичерпний латинський словник, який отримав широку оцінку за точність і повноту. Протягом наступних кількох років Гюбнер продовжував працювати над різними виданнями «Універсального лексикону», а також кількох інших словників та енциклопедій. Його найвідоміша праця, «Gründliches Lexicon Mythologicum», вичерпний словник класичної міфології, була вперше опублікована в 1708 році та пройшла через численні видання та переклади протягом багатьох років.
Його праця «Землеводного кола короткий опис зі старої та нової географії» (1719) підтвердила що на українських землях дійсно існувала така держава як Гетьманщина і розповіла, як саме були поділені українські землі.
Гюбнер помер 17 серпня 1731 року в Кенігсберзі у віці 63 років. Його спадщину як новаторського лексикографа та впливового педагога продовжують шанувати та вивчати досі.